# Noctuoidea
Super-famille
Familles de rang inférieur
- Oenosandridae
- Notodontidae
- Erebidae
- Euteliidae
- Nolidae
- Noctuidae

Les Noctuoidea sont une super-famille de l'ordre des lépidoptères (papillons), la plus diversifiée de cet ordre, avec près de 42 400 espèces.

## Systématique et liste des familles
Les progrès de la phylogénétique moléculaire dans les années 2000 et 2010 ont considérablement transformé la classification des Noctuoidea,. Certaines familles ont été redécoupées et d'autres sont devenues obsolètes, le cas le plus spectaculaire étant l'absorption des anciens Arctiidae, des anciens Lymantriidae et d'une partie des Noctuidae par la famille des Erebidae.
Six familles de Noctuoidea sont actuellement reconnues :
- Oenosandridae Miller, 1991
- Notodontidae Stephens, 1829
- Erebidae Leach, 1815
- Euteliidae Grote, 1882
- Nolidae Bruand, 1847
- Noctuidae Latreille, 1809

Phylogénie actuelles des familles de Noctuoidea, d'après Heikkila et al., 2015 :

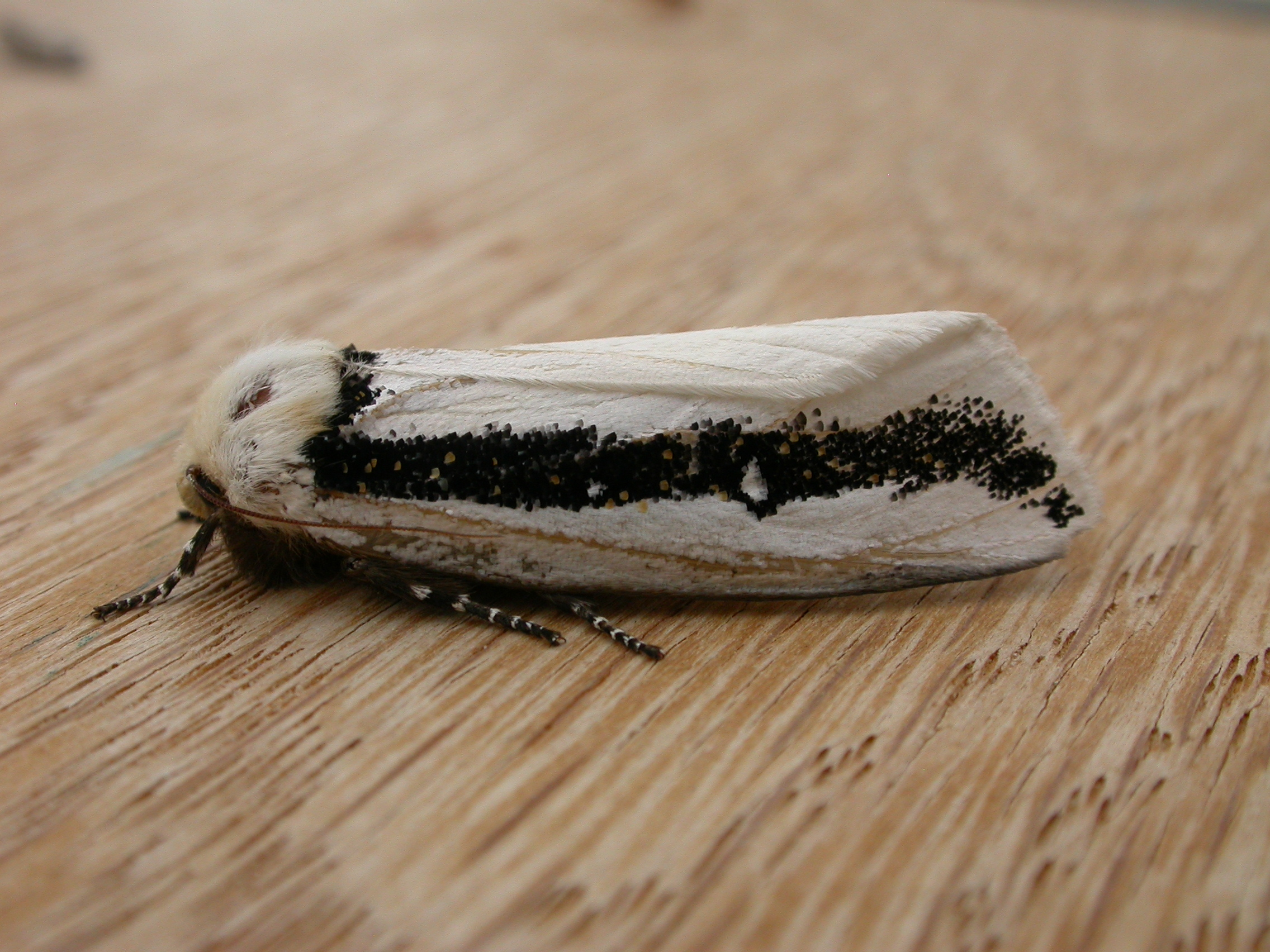
Oenosandridae (Oenosandra boisduvalii)
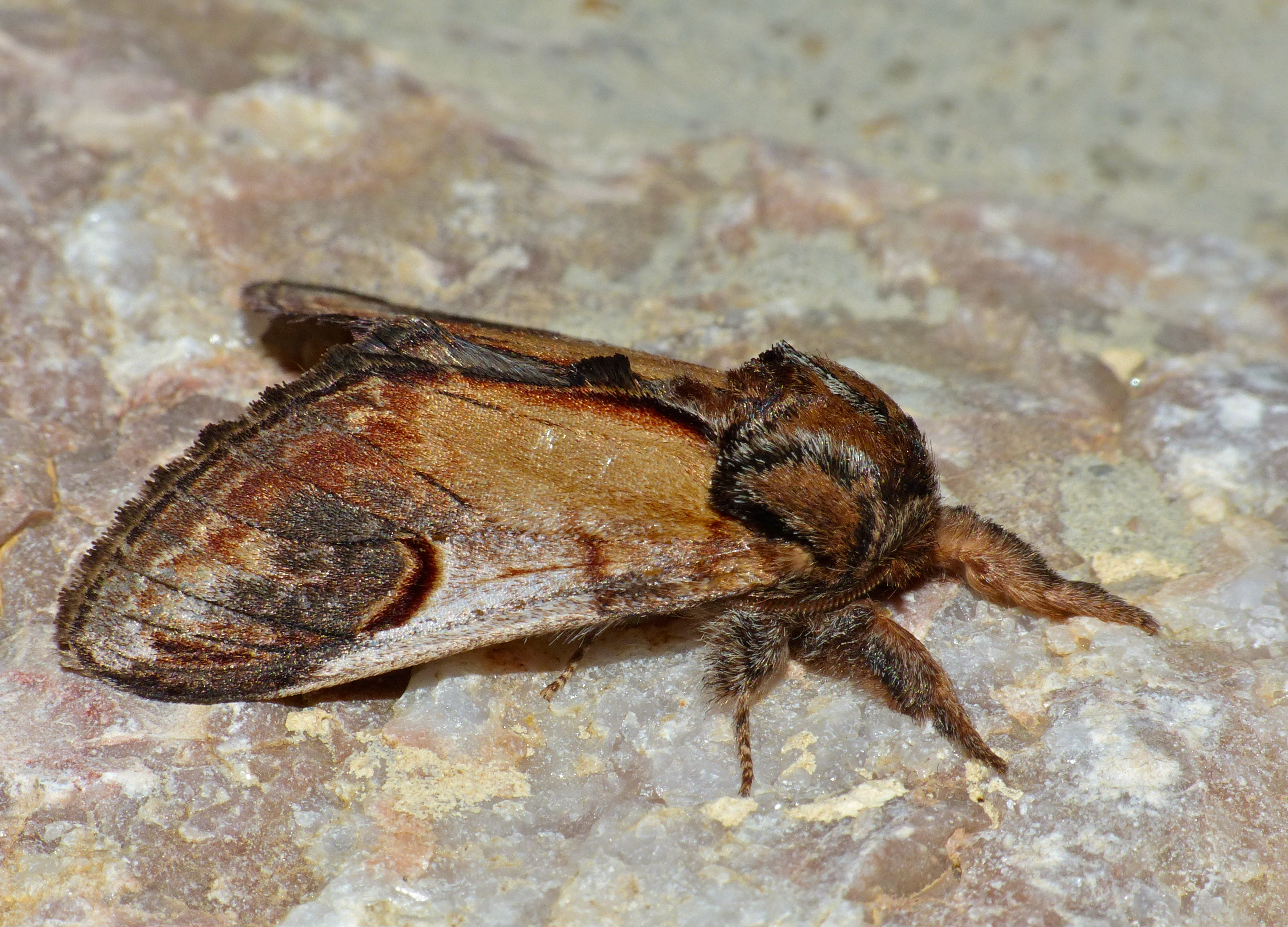
Notodontidae (Notodonta ziczac)
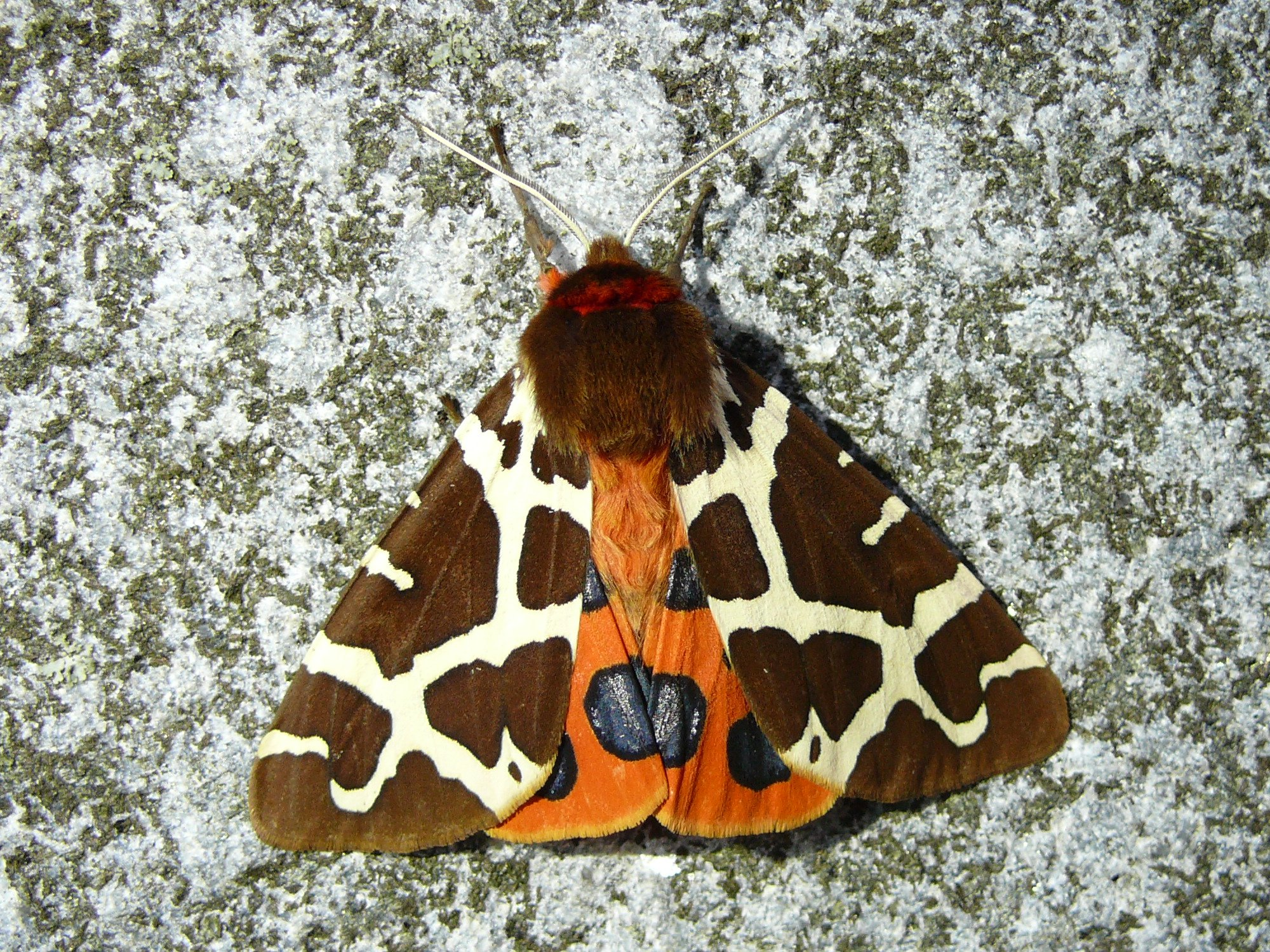
Erebidae (Arctia caja)
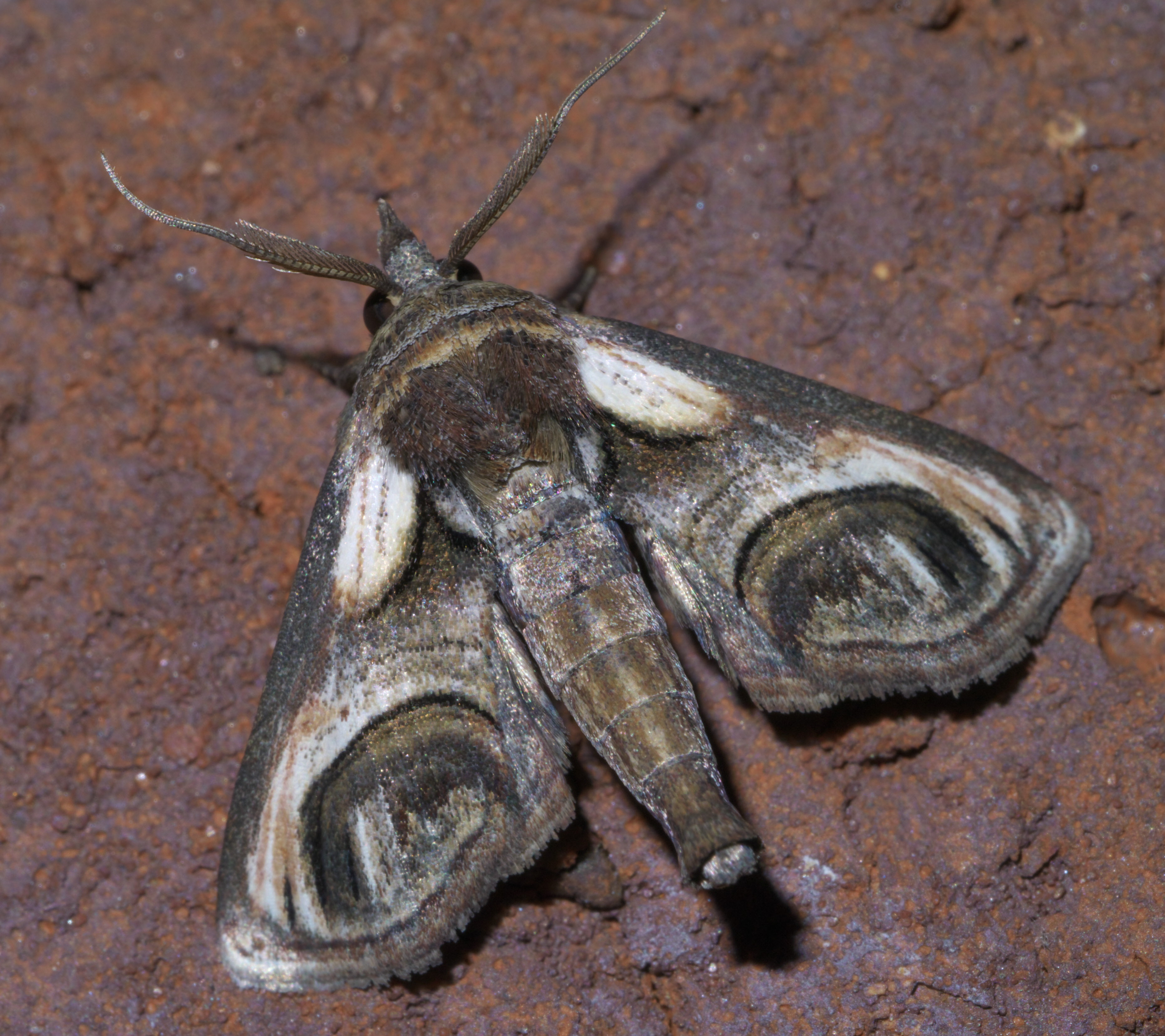
Euteliidae (Paectes oculatrix)
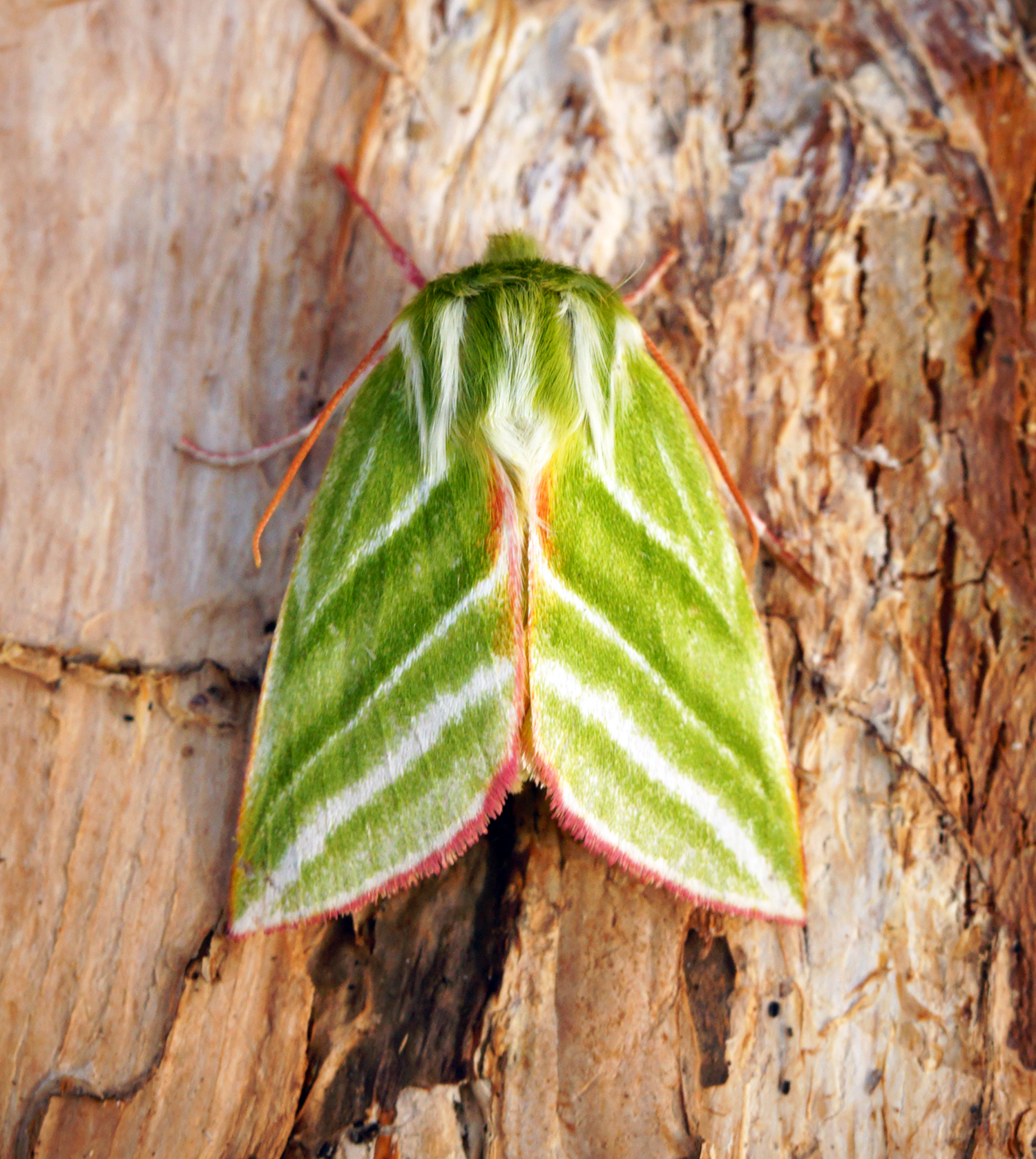
Nolidae (Pseudoips prasinana)
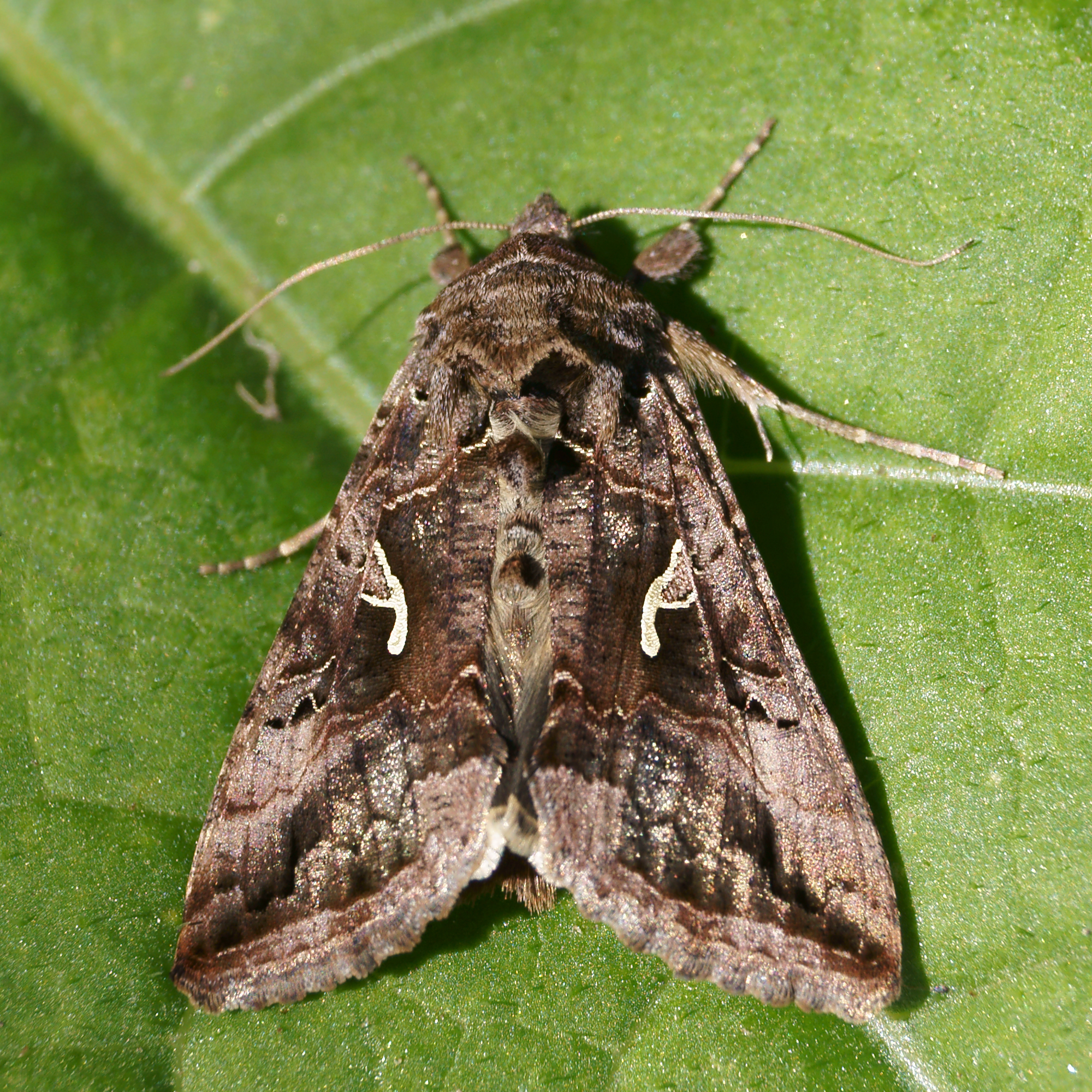
Noctuidae (Autographa gamma)

|  | Nolidae  |
|  |          |
|  | Erebidae |
|  |          |

|  | Euteliidae |
|  |            |
|  | Noctuidae  |
|  |            |

|  | Nolidae  |
|  |          |
|  | Erebidae |
|  |          |

|  | Euteliidae |
|  |            |
|  | Noctuidae  |
|  |            |

|  | Nolidae  |
|  |          |
|  | Erebidae |
|  |          |

|  | Euteliidae |
|  |            |
|  | Noctuidae  |
|  |            |

|  | Nolidae  |
|  |          |
|  | Erebidae |
|  |          |

|  | Euteliidae |
|  |            |
|  | Noctuidae  |
|  |            |

|  | Nolidae  |
|  |          |
|  | Erebidae |
|  |          |

|  | Euteliidae |
|  |            |
|  | Noctuidae  |
|  |            |

|  | Nolidae  |
|  |          |
|  | Erebidae |
|  |          |

|  | Euteliidae |
|  |            |
|  | Noctuidae  |
|  |            |

|  | Nolidae  |
|  |          |
|  | Erebidae |
|  |          |

|  | Euteliidae |
|  |            |
|  | Noctuidae  |
|  |            |

|  | Nolidae  |
|  |          |
|  | Erebidae |
|  |          |

|  | Euteliidae |
|  |            |
|  | Noctuidae  |
|  |            |

- Oenosandridae
(Oenosandra boisduvalii)
- Notodontidae
(Notodonta ziczac)
- Erebidae
(Arctia caja)
- Euteliidae
(Paectes oculatrix)
- Nolidae
(Pseudoips prasinana)
- Noctuidae
(Autographa gamma)

## Noms vernaculaires
Les Noctuoidea incluent les « noctuelles » (Noctuidae et une partie des Erebidae), les « écailles » (ex-Arctiidae), certains « bombyx » (ex-Lymantriidae), et les « notodontes » (Notodontidae).